# Cratere Afon
Afon è un cratere di 243 Ida situato nei pressi dell'equatore dell'asteroide. È utilizzato per determinare il meridiano principale del sistema di riferimento topografico di Ida, analogamente a quanto avviene sulla Terra con Greenwich.
Il cratere è stata battezzato dall'Unione Astronomica Internazionale con riferimento alla grotta carsica di Novy Afon in Abcasia, una repubblica autonoma della Georgia.